# 基帕帕
基帕帕是巴西伯南布哥州的一个市镇。总面积225.68平方公里，总人口24622人，人口密度109.1人/平方公里。